# Русский академический оркестр
Русский академический оркестр — оркестр русских народных инструментов, созданный в 1927 году при первой Сибирской радиовещательной станции.
С 1976 по 2023 год художественный руководитель и главный дирижёр — Владимир Гусев. С 2005 года вторым дирижёром оркестра является Рустам Дильмухаметов.
В оркестре представлены все инструменты традиционно сложившегося в конце XIX века национального русского оркестра. Оркестр имеет свою исполнительскую манеру, которую отличают строгость, сдержанность и благородство тона, певучесть и теплота звучания, индивидуальная яркость солирующих инструментов. Является одним из 4-х оркестров народных инструментов в стране, имеющих почётное звание «академический».
В разные годы с оркестром работали известные дирижёры: народный артист СССР В. Федосеев, народный артист РСФСР А. Гаук, народный артист СССР А. Хачатурян, народный артист России, Казахстана и Татарстана Ф. Мансуров, народные артисты России Н. Некрасов и В. Попов, заслуженные деятели искусств России Э. Маковский и Н. Корниенко; солисты: И. Кобзон, З. Соткилава, В. Маторин, Т. Петрова, А. Захаров, М. Дробинский, А. Горбачев, В. Овсянников, Е. Поликанин, А. Литвиненко, С. Зыков, Т. Ворожцова, Т. Зорина, О. Видеман, Ш. Зондуев, Н. Лоскуткин и другие известные исполнители.

## История
Русский академический оркестр Новосибирской государственной филармонии — один из старейших профессиональных музыкальных коллективов России. В 2027 году оркестру народных инструментов исполнится 100 лет.
Ведущий коллектив Сибири был создан в 1927 году при первой Сибирской радиовещательной станции (ГТРК «Новосибирск»). У истоков создания оркестра стоял балалаечник Василий Афанасьевич Гирман, который на протяжении пяти лет являлся руководителем оркестра народных инструментов радиостанции.
Интерес к первым радиопередачам был беспрецедентным и оркестр, регулярно выходивший в прямой эфир, стремительно набирал популярность.
С 1932 по 1934 годы коллективом руководил Пётр Иванович Панфилов, а в 1934 году оркестр возглавил Николай Михайлович Хлопков. Музыкант-симфонист, увлечённый народной музыкой, посвятил себя её пропаганде. Специально для радио им были созданы переложения для оркестра русских народных инструментов опер «Снегурочка» Н. А. Римского-Корсакова и «Сорочинская ярмарка» М. П. Мусоргского.
С 1936 по 1941 годы художественным руководителем коллектива являлся Сергей Николаевич Тетерин.
Под руководством талантливых энтузиастов музыкального просветительства, знатоков русских народных традиций оркестр неуклонно рос и совершенствовал исполнительское мастерство. Созданный в 1927 году как кружок музыкантов-любителей из служащих и рабочих, к началу 40-х годов коллектив включал 25 человек и давал до 15 концертов в месяц при 1519 рабочих днях.
С началом Великой Отечественной войны оркестр прервал свою работу, поскольку большинство музыкантов ушли на фронт. И только в 1944 году, когда в достраивающемся здании Новосибирского театра оперы и балета начались репетиции первого спектакля — оперы М. И. Глинки «Иван Сусанин», было решено возродить оркестр радиокомитета.
Новому руководителю коллектива — вернувшемуся с фронта Ивану Матвеевичу Гуляеву, пришлось всё начинать почти с нуля. Под его руководством к началу 1960-х годов состав оркестра увеличился вдвое, пополнившись выпускниками открывшейся в 1956 году Новосибирской государственной консерватории им. М. И. Глинки. Был расширен репертуар коллектива. В 1958 году оркестр вошёл в структуру Комитета по телевидению и радиовещанию Новосибирска. А в апреле 1959 года коллектив становится лауреатом Всесоюзного конкурса оркестров народных инструментов.
Иван Матвеевич Гуляев тридцать лет руководивший оркестром, в 1977 году передал дирижёрский пульт своему ученику — Владимиру Поликарповичу Гусеву, ныне народному артисту России, профессору. Новый художественный руководитель сразу привлёк к себе внимание и симпатии взыскательной публики. Строгость, сдержанность и благородство тона, певучесть и теплота звучания, индивидуальная яркость солирующих инструментов отличают исполнительскую манеру коллектива. Решающее значение приобретают высокий профессионализм и мастерство музыкантов оркестра. Это позволяет с успехом воплощать самые сложные исполнительские намерения дирижёра. В 1990 году за выдающийся вклад в развитие отечественной культуры оркестру было присвоено почётное звание «Академический». Просуществовав на радио 78 лет, в 2005 оркестр перешёл в Новосибирскую государственную филармонию и развернул активную концертную деятельность — участие в фестивалях различного уровня, выступления в городах Сибири и Забайкалья, Урала и Дальнего Востока, гастроли во Франции, Польше и Казахстане.
Оркестром записано более 10 пластинок на фирме «Мелодия». В Фонд Всесоюзного радио записано более 12 часов звучания музыки сибирских композиторов, в том числе в исполнении ведущих солистов Новосибирска Л. Мясниковой, В. Урбановича, Г. Чернички, А. Левицкого, В. Арканова, Р. и А. Жуковых и др. В 1981 году по инициативе продюсера Бенгта Поло Юхансона был реализован проект записи оркестром произведений шведских композиторов для передач Шведского Национального радио.
В истории коллектива программы с участием ведущих отечественных музыкантов, среди которых композиторы А. И. Хачатурян и Н. П. Раков; дирижёры A.B. Гаук, В. И. Федосеев, Ф. Ш. Мансуров, А. М. Кац, Н. Н. Некрасов, Н. Н. Калинин, В. С. Попов, Ш. С. Кажгалиев; солисты А. Ведерников, И. Кобзон, З. Соткилава, А. Стрельченко, В. Маторин, Т. Петрова, Т. Ерастова и другие.
Сегодня в оркестре представлены все инструменты традиционно сложившегося в конце XIX века национального русского оркестра. Исполнительский уровень коллектива постоянно растёт, в оркестр приходят новые профессиональные музыканты, многие из которых за высокое исполнительское мастерство и многолетний опыт работы в оркестре удостоены государственных наград и почётных званий. Среди них народный артист России Андрей Гуревич (балалайка-прима), заслуженная артистка России Маргарита Бернгардт (домра малая), заслуженные артисты России Николай Самойлов (балалайка-прима) и Андрей Андреев (баян).
Расширяется репертуар коллектива. Это более 4000 сочинений, включающих классическую отечественную и зарубежную, а также народную музыку (обработки и переложения). Около 300 сочинений различных жанров (симфонии, концерты, радиопоэтории, поэмы, рапсодии, фантазии, увертюры, парафразы, а также песни и музыка к литературным произведениям) — оригинальные произведения, написанные специально для коллектива сибирскими композиторами.
Сегодня Академический оркестр русских народных инструментов Новосибирской государственной филармонии — это высокопрофессиональный коллектив, исполняющий музыку самых разных жанров, направлений и стилей. С оркестром сотрудничают выдающиеся артисты, звёзды мировой оперной сцены, молодые солисты ведущих оперных театров России, мастера инструментального музыкального исполнительства и молодые музыканты. В коллектив приходит талантливая молодёжь, многие из которых — выпускники Новосибирской государственной консерватории, которым старшее поколение передаёт свои знания, опыт и прививает любовь к общему делу.

## Гастроли
- Оркестр даёт концерты в городах Сибири — в Новосибирске, Барнауле, Кемерово, Омске.
- 2008 год — Участие в фестивале народных оркестров «Серпер» в Казахстане, г. Астана.
- В марте 2011 года состоялась гастрольная поездка по городам Сибири и Забайкалья: коллектив выступил на 36-м международном фестивале искусств «Цветущий багульник» в г. Чита, в Бурятской Государственной филармонии (г. Улан-Удэ) и в Областной филармонии г. Иркутска.
- В 2012 году оркестр принимал участие в церемонии закрытия III международного конкурса дирижёров русских оркестров, который проходил в г. Красноярске.
- В январе 2014 года коллектив выступил на фестивале русскоязычной культуры РуссенКо во Франции.
- В октябре 2019 Русский академический оркестр принял участие в XXI Международном фестивале «Музыкальная Сарыарка». Концерты с участие коллектива прошли в городах Караганды и Темиртау (Казахстан).

## Фестиваль «Струны Сибири»
Фестиваль «Струны Сибири» рождён благодаря инициативе Русского академического оркестра и его художественного руководителя Владимира Гусева. Он возник как форум регионального масштаба, задачами которого являлась популяризация исполнительского искусства на народных инструментах, живое общение со своими коллегами и демонстрация перспектив для учащихся народных отделений всех уровней (ДМШ, колледжа и консерватории).
Практика показала, что это далеко не региональные потребности — вскоре «Струны Сибири» обрели всероссийский статус, а затем и международный. В 2020 году мы провели уже четвёртый фестиваль. На наших глазах этот форум стал ещё одной доброй традицией Новосибирской филармонии. Традицией живой, развивающейся, которая пульсирует и полностью соответствует своему броскому слогану: «Расширяя границы».

Фестиваль проходит при поддержке Правительства Новосибирской области и Министерства культуры Новосибирской области раз в два года. Биеннале собирает на одной сцене профессиональные коллективы России и стран ближнего зарубежья.
I фестиваль народных оркестров и ансамблей «Струны Сибири» прошёл в 2014 году на сцене концертного зала им. А. М. Каца и имел статус межрегионального — в нём принимали участие оркестры из регионов Сибири — Новосибирск, Барнаула, Красноярска.
II фестиваль оркестров и ансамблей, прошедший в 2016 году, уже стал всероссийским.
Во втором фестивале, 2016 года, помимо уже знакомых гостей приняли участие Оркестр Кемеровской филармонии и Уральский государственный русский оркестр, солисты из Москвы.
В III фестивале в 2018 году к фестивалю присоединились солисты из Республики Бурятия (Улан-Удэ), ансамбль «Алтай Кай» из Республики Алтай.
Последний фестиваль оркестров народных инструментов «Струны Сибири» прошёл в четвёртый раз в феврале 2020.
Фестиваль обрёл международный масштаб. В нём приняли участие шесть народных оркестров: Русский академический оркестр Новосибирской филармонии, Русский камерный оркестр г. Барнаула, Красноярский филармонический русский оркестр им. А. Ю. Бардина, Тувинский национальный оркестр, Академический оркестр казахских народных инструментов им. Таттимбета (г. Караганда, Казахстан), Национальный академический народный оркестр имени И. Жиновича Республики Беларусь.
Активное участие приняли общественные организации — центры национальных культур. Был проведён благотворительный концерт в Новосибирской области, собравший более 200 слушателей, большая часть которых составили казахи, живущие в Сибири.
Целью Фестиваля является формирование и повышение у жителей Новосибирской области интереса к национальной культуре, её истории, традициям оркестрового исполнительства на народных инструментах и продвижение современных достижений музыкального исполнительства.
Программа фестиваля включает в себя:
— концертные программы участников фестиваля;
— заключительный концерт — это сводный оркестр всех участников фестиваля;
— творческие встречи с участниками фестиваля, где артисты приглашённых оркестров фестиваля рассказывают о музыкальной культуре их городов и стран, особенностях национальных инструментов и исполняют национальную музыку;
— мастер-классы для студентов профильных учебных заведений;
— обсуждение достижений, проблем и перспектив музыкального исполнительского искусства в формате Круглого стола;
— организация выставочной деятельности.